# Gentski oltar
Gentski oltar ali Čaščenje mističnega jagnjeta (nizozemsko Het Lam Gods) je zelo velik in zapleten staronizozemski oltarni poliptih v stolnici svetega Bava v Gentu v Belgiji, ki ga pripisujejo bratoma Hubertu in Janu van Eycku. Velja za mojstrovino evropske umetnosti in je eden od svetovnih zakladov.
Table so v dveh vrstah, vsaka z dvema sklopoma zložljivih kril z notranjimi in zunanjimi slikami. Zgornja vrsta notranjih tabel ima osrednjo, ki prikazuje Boga Očeta/Kristusa Vladarja, Marijo in Janeza Krstnika. Ob straneh sta tabli z angeli pevci/muzikanti in na skrajnih tablah goli figuri Adama in Eve. Osrednja tabla spodnje ravni prikazuje zbor svetnikov, grešnikov, duhovnikov in vojakov, ki spremljajo Čaščenje mističnega jagnjeta. Več skupin osebnosti nadzira golob, sveti Duh. Štiri spodnje table zaprtega oltarja so razdeljene v dva para; spodaj sta podobi sv. Janeza Krstnika in sv. Janeza Evangelista, na dveh zunanjih ploskvah pa portreta donatorja Joosta Vijdta in njegove žene Lysbette Borluut; v zgornji vrsti sta nadangel Gabriel in Oznanjenje, čisto na vrhu pa preroki in sibile. 
Umetnostni zgodovinarji se večinoma strinjajo, da je celotno strukturo zasnoval Hubert v zgodnjih do srednjih 1420-ih in da je table naslikal njegov mlajši brat Jan med letoma 1430 in 1432. Celoten oltarni nastavek je eden najbolj znanih in pomembnih slikarskih spomenikov v zgodovini umetnosti. Generacije umetnostnih zgodovinarjev so poskušale pripisati posamezna dela obema bratoma, vendar jim ni povsem uspelo . Oltarno sliko sta naročila trgovec in gentski župan Jodocus Vijd ter njegova žena Lysbette kot del večjega projekta za kapelico stolnice svetega Bava. Uradno namestitev so praznovali 6. maja 1432. Iz varnostnih razlogov je bil precej kasneje premaknjen v severno kapelo ob vhodu oz. ob zvoniku stolnice.
Čeprav je oltar mešanica vplivov mednarodne gotske in celo bizantinske ter romanske tradicije, je predstavljal velik napredek v umetnosti, v kateri se idealizacija srednjeveške tradicije umika natančnemu opazovanju narave  in realističnemu upodabljanju ljudi. Zdaj delu zabrisani napis na okvirju je navajal, da je Hubert van Eyck, maior quo nemo repertus (večji kot kdor koli), začel delati oltar, končal pa ga je Jan van Eyck, arte secundus (drugi najboljši na tem področju), leta 1432. Prvotno zelo bogato okrašen izrezljan zunanji okvir, ki naj bi bil po predvidevanjih okrašen z obarvanim krogovičjem, je bil uničen zaradi ikonoklazma v času reformacije;  morda je bil na njem nameščen celo nekakšen mehanizem za premikanje kril in celo predvajanje glasbe.
Ohranjene table so bile ogrožene med izbruhom ikonoklazma in poškodovane v požaru. Nekatere so bile v preteklosti prodane, nekatere pa so bile zaplenjene med vojno. Nemci so med prvo svetovno vojno odnesli več tabel, a so jih kasneje vrnili v stolnico svetega Bava. Leta 1934 sta bili ukradeni dve tabli, Pravični sodniki in Janez Krstnik. Kmalu zatem je bila tabla Janeza Krstnika vrnjena, tabla Pravični sodniki pa še vedno ni bila najdena. Belgijski umetniški restavrator Jef Van der Veken je s prizadevanjem obnovil in izdelal kopijo manjkajoče, leta 1934 ukradene table Pravičnih sodnikov. Leta 1945 je bil oltar vrnjen v Gent, potem ko so ga Nemci odpeljali in je bil večino druge svetovne vojne skrit v solnem rudniku, kjer sta bila močno poškodovana barva in lak. 

## Avtorstvo
Pripis avtorstva bratoma van Eyck je podkrepljen z le nekaj ohranjenimi listinami, priloženimi naročilu, in Janovim podpisom ter datacijo na spodnjem robu okvirja zaprtega oltarja. Zdi se, da je Jan sam precej zmanjšal svoj prispevek v korist brata, ki je umrl leta 1432, šest let pred dokončanjem dela. Dva od konjenikov na tabli Pravični sodniki naj bi po nekaterih interpretacijah bila njuna portreta. Ramsay Homa je opozoril na črke na osrednji tabli v spodnji vrsti, ki bi lahko bile podpis van Eycka, vidna je besedna igra s črkami »ALS IK KAN« ('kot sem lahko'), to je njegovo polno ime. Napis je na glavi enega od prerokov, ki stoji na hrbtni strani skupine, je hebrejski, grob prevod v francoščino je Le chapeau ... orne de trois lettres herbraiques formant le mot Saboth ali verjetneje »Yod, Feh, Aleph«, ki so po transliteraciji Janove inicialke, JvE. 
Od 19. stoletja so umetnostni zgodovinarji razpravljali o tem, kaj je mogoče pripisati manj znanemu Hubertu in kaj Janu, znanemu po vsej Evropi od začetka 1430-ih. V 17. in 18. stoletju se je pogosto domnevalo, da je Jan po Hubertovi smrti naletel na več naključnih tabel, ki jih je sestavil in jim dal sedanjo obliko. Ta ideja je bila zavržena že v začetku 19. stoletja na podlagi očitne splošne zasnove dela, čeprav so med posameznimi deli očitne slogovne razlike.
Na splošno je sprejeto, da je večino celotne Hubertove zasnove končal Jan, ki je verjetno nadziral izdelavo večine okvirjev. Številne težave so zato, ker ni ohranjeno nobeno delo, ki bi bilo samoumevno pripisano Hubertu, zato ni mogoče zaznati njegovega sloga. Namesto tega so umetnostni zgodovinarji poskušali primerjati posamezne dele z znanimi Janovimi deli in so iskali slogovne razlike, ki bi lahko nakazovale Hubertovo delo. Napredek v dendrokronologiji je na primer pokazal, da je bil les za dele krilnih tabel posekan okoli leta 1421. Glede na sušenje lesa najmanj 10 let so bile krilne table verjetno končane po letu 1426, ko je Hubert umrl,  torej ni mogel izdelati velikega dela kril. 

## Slog in tehnika
Poliptih se v številnih vidikih razlikuje od drugih slik, ki so jih pripisali Janu van Eycku, ne nazadnje tudi po obsegu. To je edino njegovo delo, namenjeno javnemu in ne zasebnemu čaščenju in prikazovanju.  Van Eyck je veliko več pozornosti namenjal lepoti zemeljskih stvari  kot pa religioznim temam. Oblačila in dragulji, vodnjak, narava, ki obkroža prizor, cerkve in pokrajina v ozadju so naslikani izjemno natančno. Pokrajina je bogata z vegetacijo, v glavnem je neevropska, narisano s skoraj znanstveno natančnostjo.
Obravnava svetlobe je ena glavnih novosti poliptiha. Značilni so zapleteni svetlobni učinki in subtilne igre senc, ki so bile dosežene z novimi tehnikami ravnanja z oljno barvo in prozornimi glazurami. Figure se večinoma kažejo s kratkimi, diagonalnimi sencami, ki po besedah umetnostnega zgodovinarja Tilla-Holgerja Borcherta »ne samo povečajo njihovo prostorsko prisotnost, temveč nam pravijo, da je primarni svetlobni vir nameščen tudi zunaj same slike«.  Na prizorišču Oznanjenja sence izhajajo iz dnevne svetlobe v kapeli.
Nadaljnje novosti najdemo v podrobnostih površinskih tekstur, še posebej v odboju in lomu svetlobe. To se najbolje vidi v padanju svetlobe na oklepe Kristusovih vitezov in v valovitosti vode v Vodnjaku življenja ob Čaščenju mističnega jagnjeta. Čeprav ima delo veliko posameznih novosti, se niso pojavile spontano, ampak so del dolge tradicije oljnega slikarstva in oblikovanja oltarnih del na jugu Nizozemske. Veliko  teh del je bilo uničenih med ikonoklazmom sredi 16. stoletja, obdobju, v katerem je bil Gentski oltar dvakrat skoraj uničen; 19. avgusta 1566 in spet leta 1576, ko je bil za zaščito pred nemiri postavljen poseben stražar. 
Obseg uničenja je bil tolikšen, da je zgodovinar Gent Marcus Van Vaenewijk (1516–69) zapisal, da so bile poleti leta 1566 goreče grmade, na katere so bila vržena dela, vidne 10 milj daleč. Zaradi tega umetnostna zgodovinarka Susie Nash opozarja, da se gentsko delo zdi tako nenavadno, ker je med redkimi velikimi deli, ki so se ohranila popolnoma nedotaknjena.

## Zgodovina
Več poslikanih kril je leta 1816 kupil angleški zbiralec v Berlinu Edward Solly. Leta 1821 jih je kupil pruski kralj Friderik Viljem III. in so jih še naprej hranili v Nemčiji. Med prvo svetovno vojno so druge table iz stolnice odnesli Nemci. Po koncu vojne so kot nadomestilo po versajski pogodbi vrnili razdeljene table skupaj s prvotnimi, ki jih je zakonito kupil Solly, da bi se nekako opravičili za druga nemška »dejanja uničenja« med vojno. Nemci so »zelo zamerili izgubo tabel«. Na začetku drugega spopada leta 1940 je bila v Belgiji sprejeta odločitev, da bo sliko poslala v Vatikan, kjer bi bila varna. Nastavek je bila na poti v Vatikan, v Franciji, ko je Italija razglasila vojno na strani sil osi poleg Nemčije. Med vojno je bil shranjen v muzeju v kraju Pau, saj so francoski, belgijski in nemški vojaški predstavniki podpisali sporazum, ki je zahteval privolitev vseh treh pred premestitvijo mojstrovine. Leta 1942 je Adolf Hitler odredil, da ga zasežejo in pripeljelo v Nemčijo, da bi jo shranili v bavarskem gradu.  Potem ko je bil grad zaradi letalskih napadov preveč nevaren za sliko, je bila shranjena v solni rudnik.  Belgijske in francoske oblasti so protestirale proti zasegu slike in vodja enote za zaščito umetnosti nemške vojske je bil zavrnjen.

## Notranja ali praznična stran (odprt oltar)
Oltarni nastavek je bil odprt v prazničnih dneh, ko so bili bogastvo, barva in zapletenost notranjega pogleda namenjeni temu, da bi pokazali nasprotje s sorazmerno varčnimi zunanjimi tablami. Ko so krila odprta, se vidi, da so table v dveh vzdolžnih vrstah, na njih so upodobitve stotine podob. Zgornja raven je sestavljena iz sedmih veličastnih tabel, od katerih je vsaka visoka skoraj 1,82 m, z veliko osrednjo podobo Kristusa, ki ima na levi Marijo in desno Janeza Krstnika, z več kot dvajsetimi napisi, od katerih se vsak nanaša na podobe na osrednji tabli s Kristusom Vladarjem.
Te table obdajata dva para slik na zložljivih krilih. Dve, ki sta najbližji srednji, prikazujeta angele v nebesih, ki igrajo razna glasbila ali pojejo; najbolj oddaljeni par prikazuje golega Adama in golo Evo. V spodnji vrsti je panoramska pokrajina razširjena na petih tablah. Medtem ko so na posameznih tablah zgornjega dela jasno  ločene, čeprav parno slikovne enote, je nižja raven predstavljena kot enotna mizanscena (mise en scène), razporeditev oseb v prostoru. Od 12 tabel jih ima osem tudi slike na svoji zadnji strani, ko se zaprejo.

### Zgornja vrsta

#### Kristus v slavi
Tri osrednje zgornje table prikazujejo Kristusa Vladarja z veličastnimi in ustoličenimi osebami, ki imajo svetniški sij. To sta Devica Marija na levi, Janez Krstnik na desni, in osrednja oseba, ki je lahko Bog Oče ali Kristus Vladar, razlika, o kateri se veliko razpravlja med umetnostnimi zgodovinarji. Teorije vključujejo, da tabla kaže Kristusa Vladarja, oblečenega kot duhovnika, Boga Očeta ali sveto Trojico, združene v eni osebi. Oseba gleda proti gledalcu z roko, ki blagoslavlja, na tabli, polni napisov in simbolov. Grški napisi so okrašeni z biseri na obodu njegovih oblačil ali plašča, ki so iz Razodetja in piše REX REGUM ET DOMINUS DOMINANTIUM ('Kralj kraljev in Gospod gospodov').
Zlat brokat na prestolu kaže pelikane in vinsko trto, verjetno sklicevanje na kri, ki se je razlila med Jezusovim križanjem. Za pelikane so takrat verjeli, da prelivajo svojo kri, da bi hranili svoje mladiče. Trta se nanaša na zakramentno vino, evharistični simbol Kristusove krvi.
Pri njegovih stopalih je krona, na obeh straneh stopal pa sta dve vrsti besedila. Leva zgornja vrstica se glasi VITA SINE MORTE IN CAPITE ('Življenje brez smrti na njegovi glavi'), na desni LUVENTUS SINE SENECTUTE IN FRONTE ('Mladost brez starosti na čelu'). Postavljene so zgoraj na levi in desni strani  besede GAUDIUM SINE MERORE A DEXTRIS ('Radost brez žalosti na njegovi desni strani') in SECURITAS SINE TIMORE A SINISTRIS ('Varnost brez strahu na njegovi levi strani').
Na levi Marija bere iz knjige, ki je zavita v zeleno blago. Knjiga je nenavadna lastnost Marije in lahko temelji na liku Roberta Campina Devica oznanjena. Nosi krono, okrašeno s cvetjem in zvezdami in je oblečena kot nevesta. Napis na obokanem prestolu se glasi: »Ona je lepša od sonca in zvezd v primerjavi s svetlobo, ki ji je nadrejena. Je resnično odsev večne svetlobe in brezmadežnega ogledala Boga.« Kot Marija ima tudi Janez Krstnik sveto knjigo, prav tako nenavaden atribut, in eno od 18 knjig v sklopu tabel. Oblečen ima zelen plašč nad cilicijem nad lasmi. Na osrednji tabli gleda proti Vsemogočnemu, s svojo roko pa tudi blagoslavlja in izgovarja besede, ki jih običajno povezujejo z njim, ECCE AGNUS DEI ('Glej Božje jagnje').
Pogosto se domneva, da je umetnik, glede na to, kako je naslikal Boga Očeta, poznal enega od italijanskih slikarjev Donatella ali  Masaccia. Susie Nash je prepričana, da je van Eyck perspektivo že sam razvijal in je bilo to nekaj, za kar je bil »popolnoma sposoben brez modelov« in meni, da tehnika kaže »skupen interes [in ne]  vpliva«.

#### Angeli
Dve tabli sta splošni, Pojoči angeli in Angeli, ki igrajo na glasbila, veliki 161 x 69,3 cm. Vsak ima zbor; na levi so angeli zbrani za lesenim izrezljanim glasbenim stojalom, nameščenem na vretenu, na desni pa je skupina z glasbili, zbrana okoli orgel, ki jih igra sedeči angel v naravni velikosti. Skupini na obeh straneh Kristusa Vladarja izražata že uveljavljeni motiv v predstavitvah odpiranja nebes; glasbene spremljave nebesnih bitij. Kot je bilo v državah današnjega Beneluksa pogosto v 15. stoletju, so angeli oblečeni v liturgične obleke, običaj, ki se je iz latinske liturgične drame preselil v umetnost tega obdobja.
Angeli obiskujejo Velikega kralja, to je Boga Očeta v osrednjem delu oltarne slike. Nenavadno, manjka večina atributov, ki so običajno povezani z angeli, upodobljenimi v severni umetnosti tistega časa. Nimajo kril, njihovi obrazi so neidealizirani in prikazujejo številne različne posamezne izraze. Glasbeni zgodovinar Stanley Boorman ugotavlja, da ima njihova predstavitev veliko zemeljskih lastnosti in zapiše, da je »naturalizem tako privlačen, da je gledalec v skušnjavi, da bi upošteval prizore kot upodobitve sodobne cerkvene glasbe«. Vendar sklene, da jih napisi »ponovno ponesejo v nebesno sfero«. Na obeh tablah angeli stojijo na ploščicah iz majolike, okrašene z znakom IHS, predstavitvijo jagnjeta in drugih podob. 
Okvir leve table ima napis MELOS DEO LAUS ('Glasba hvalnice Boga'), okvir desne pa LAUDATE EUM IN CORDIS ET ORGANO ('Hvalite ga s strunskimi glasbili in orglami'). Številni umetnostni zgodovinarji so figure opredelili kot angele, kar utemeljujejo z njihovim položajem in vlogo v celotnem kontekstu ravni. So brezspolni in imajo kerubove obraze, kar je v nasprotju z realističnimi prikazi drugih nebeških žensk v delu; Eva na isti ravni in Lysbette Borluut na zunanjih tablah. Angeli so oblečeni v dobro zasnovane liturgične obleke ali mašne plašče, večinoma pobarvane z rdečo in zeleno. Njihove obleke kažejo, da so pripravljeni za praznovanje maše pred oltarjem v spodnji srednji tabli.
Leva skupina prikazuje osem ljubkih angelov, ki nosijo krone in so zbrani pred glasbenim stojalom, čeprav nobeden od njih ne gleda nanj. Tako kot na številnih drugih tablah je van Eyck uporabil odprte ustnice, da bi poudaril občutek življenja in gibanja. Borchert piše, da je poudarek na odprtih ustih »posebej motiviran z željo po označitvi angelskih izrazov obraza glede na različna področja polifonega petja. Zato je skrbno naslikan položaj angelskih jezikov in tudi njihovih zob«. Umetnostna zgodovinarka Elisabeth Dhanens ugotavlja, da »lahko vidimo, kdo poje sopran ali alt, kdo tenor in kdo bas«. 
Figure so nameščene v zaporedju višine telesa z usmerjenim pogledom vsakega od osmih obrazov v različnih smereh. Številni strokovnjaki so opazili njihovo fiziognomijo. Njihovi kerubinski obrazi in dolgi, kodrasti lasje so podobni, vendar kažejo jasen namen umetnika, da pokaže posamezne lastnosti. Štirje angeli so nagubani, trije so zožili veke, kar daje videz opazovanja, značilnost, ki jo kažejo tudi nekateri apostoli v Čaščenju mističnega jagnjeta. Pächt meni, da je izrisovanje njihovih izrazov ostanek Hubertove začetne zasnove. 
V desnem delu table je edini angel, ki je popolnoma viden, organist, ki ga drugi obkrožajo. Čeprav je večja skupina, lahko vidimo le štiri obraze v tesno nagneteni skupini. Ti drugi angeli nosijo strunska glasbila, vključno z majhno harfo in vrsto viole. Njihovi instrumenti so prikazani izjemno podrobno. Orgle, na katerih sedi sveta Cecilija, so tako natančno narisane, da na svoji kovinski površini kažejo refleksije svetlobe.
Nad Adamom je Abel v tehniki grizaj, ki je žrtvoval prvo jagnje svoje črede, in Kajn, ki je ponuja del svojih pridelkov Gospodu. Nad Evo je prikazan Abelov umor, ubil ga je brat Kajn, ki ima oslovsko čeljust.

### Spodnja vrsta
Nepretrgano panoramsko pokrajino združuje pet tabel spodnje vrste. Na sredinski je prikazano Čaščenje mističnega jagnjeta (Agnus Dei) v prizoru iz evangelija po Janezu. Veliko je ljudi, ki se obračajo k njemu v čaščenju; štiri skupine so prikazane na vsakem vogalu osrednje table, druge štiri pa prihajajo v dveh parih z zunanjih tabel, ki predstavljajo Kristusove viteze in pravične sodnike na levi strani ter svete puščavnike in svete romarje na desni strani. Od osmih skupin je le ena sestavljena iz žensk. Skupine so ločene glede na odnos do starega in novega testamenta s tistimi iz starejših knjig, ki so levo od oltarja.
Med romarji je sveti Krištof, zavetnik popotnikov. Na hrbtni strani puščavnikov na notranji desni tabli je Marija Magdalena, ki nosi mazila.

#### Čaščenje mističnega jagnjeta
Tabla meri 134,3 x 237,5 cm, na njej je osrednji predmet oltar, ki stoji na zelenem travniku, na njem je postavljeno Jagnje božje, medtem ko v ospredju stoji vodnjak. Pet ločenih skupin obkroža oltar in vodnjak. Na sredini tal se zbirata dve nadaljnji skupini; zgoraj je golob svetega Duha. Travnik je obkrožen z drevesi in grmičevjem; zvoniki Jeruzalema so vidni v ozadju. Dhanens pravi, da tabla
Jagnje stoji na oltarju, obkroža ga 14 angelov, razporejenih v krogu, ki imajo nekaj simbolov Kristusovega pasijona in dve posodi s kadilom. Jagnje ima rano na prsih, iz katere teče kri v zlat kelih, a navzven ne kaže bolečine, sklicevanje na Kristusovo žrtev. Angeli imajo večbarvna krila in orodje Jezusovega trpljenja, vključno s križem in trnovo krono. Antependij na zgornjem delu prednjega dela oltarja ima napis iz Janezovega evangelija 1,29; EPCE AGNUS DEI QUI TOLLIT PECCATA MUNDI ('Glej Božje jagnje, ki odvzame grehe sveta'). Na trakovih so besedne zveze IHESUS VIA ('Jezusova pot') in VERITAS VITA ('Resnica, življenje'). 
Golob, ki predstavlja svetega Duha, je na nebu nad jagnjetom, obkrožen s koncentričnimi polkrogi belih in rumenih odtenkov različne svetlobe, najbolj oddaljeni so kot nimbi. Tanki zlati nosilci, ki izvirajo od goloba, so podobni tistim, ki obdajajo glavo jagnjeta, kot tudi tiste tri figure na sredini zgornje vrste. Zdi se, da je žarke naslikal van Eyck nad končano krajino in osvetljujejo prizore v nebesni, nadnaravni svetlobi. To še posebej drži pri svetlobi, ki pada na svetnike, nameščene neposredno pred oltarjem. Svetloba ne odseva ali meče sence, umetnostni zgodovinarji menijo, da predstavlja Novi Jeruzalem v Razodetju, kjer v 21,23 »ne potrebujejo sonca, niti lune, da bi sijalo, kajti Božja slava ga je osvetlila«.
Osvetlitev je v nasprotju z naravno in smerno osvetlitvijo štirih zgornjih notranjih kril in vsakega zunanjega krila. Razlagali so jo kot pripomoček, ki poudarja prisotnost božanskega in poudarja raj osrednje pokrajine. Golob kot sveti Duh in Jagnje kot Jezus sta na isti osi, kot je bil Bog Oče na tabli neposredno nad njim; sklicevanje na sveto Trojico. 

##### Vodnjak življenja
Na sredini je v ospredju vodnjak življenja (krščanski ikonografski simbol, povezan s krstom in/ali evharistijo, ki se prvič pojavlja v 5. stoletju v iluminiranih rokopisih in kasneje v drugih umetniških oblikah, kot so slike na platnu), sestavlja ga veliko curkov vode, ki izteka na tla, obdana z dragulji. V daljavi se vidijo podrobni obrisi Novega Jeruzalema (v Ezekielovi knjigi v Stari zavezi je novi Jeruzalem (יְהוָה שָׁמָּה, Jehova-shammah ali "kjer je YHWH [tam]"). Ezekielova preroška vizija mesta je osredotočena na obnovljeni tempelj, Tretji tempelj, ki bo ustanovljen v Jeruzalemu, ki bi bil v mesijanski dobi prestolnica mesijanskega kraljestva, mesto srečanja dvanajstih plemen Izraelcev. Podrobnosti in pozornost na krajino in naravo je na ravni, ki v severnoevropski umetnosti še ni bila videna. Številne prepoznavne vrste rastlin so natančno upodobljene z visoko stopnjo botanične natančnosti. Podobno oblaki in skalne formacije v oddaljenosti vsebujejo stopnjo verjetnosti, ki se kaže v študijskem opazovanju. Pokrajina predstavlja dejanske cerkve, medtem ko so gore za njimi prvi znan primer umetnosti zračne perspektive.  Toda panel se ne trudi za natančen realizem; vsota forenzično podrobnih naravnih elementov v kombinaciji s prikazom svetega Duha in razširjenih žarkov svetlobe ustvarja popolnoma individualne in edinstvene ustvarjalne razlage klasične biblične scene.
Napis na vodoravnem obrobju HIC EST FONS AQUE VITE PROCENDENS DE SEDE DEI + AGNI ('To je vodnjak življenja, ki izhaja iz prestola Boga in Jagnjeta') simbolizira vodnjak življenja, »napolnjen s krvjo jagnjeta«. Iz središča se dviga steber z angelom nad bronastimi zmaji, iz katerih curki vode padajo v bazen vodnjaka. Med vodnjakom in oltarjem je navpična os, tekoča kri priča o duhu, kot je omenjeno v evangeliju po Janezu, 5,97. Podobno kot je oltar obkrožen z angeli, je vodnjak obdan s figurami, razporejenimi v različne skupine.

##### Preroki, apostoli, cerkveni liki
Osebe na vsaki strani vodnjaka so iz bibličnih, poganskih in sodobnih cerkvenih virov. Nekatere so nagnetene okoli vodnjaka, kar Pächt opisuje kot  »procesijo figur, ki so se ustavile«. Na levi so predstavniki judovstva in prerokov, ki so napovedali prihod Kristusa desnim, predstavnikom Cerkve. Osebe neposredno na levi strani vodnjaka so priče iz stare zaveze, oblečene v rožnate obleke, klečijo, berejo glasno iz odprtih kopij Biblije, gledajo na sredino prizorišča in so s hrbtom obrnjene proti gledalcu. 
Za njimi stoji večja skupina poganskih filozofov in pisateljev. Zdi se, da so ti moški pripotovali z vsega sveta glede na orientalske obraze nekaterih in njihove različne sloge. Oseba v belem, ki drži lovorov venec, je splošno sprejeta kot Vergil, ki naj bi predvidel prihod Odrešenika. Izaija stoji na njegovi strani, drži vejico, simbol svoje lastne prerokbe Kristusa, kot je zapisano v Izaijevi knjigi 11,1.
Na desni strani dvanajst apostolov iz Nove zaveze kleči pred skupino moških svetnikov. Oblečeni so v rdeča oblačila, ki simbolizirajo mučenike; papeži in drugi duhovniki, ki predstavljajo hierarhijo cerkve. Številni so prepoznavni, med njimi sveti Štefan, ki nosi kamenje, s katerim je bil kamenjan. Trije papeži v ospredju predstavljajo zahodni razkol, spor, ki se je v Gentu pojavil in je ostal prepoznaven, saj so Martin V., Gregor VII. in protipapež Aleksander V. predlagali postavitev papeža, ki stoji poleg antipapeža, kar namiguje na spravo.

##### Spovedniki in mučeniki
Skupine oseb levo in desno od oltarja so mučeniki in mučenice. Določljive biblijske figure prinašajo palmove veje. V slikovit prostor vstopijo po poti skozi zelenje, moški na levi, ženske na desni. Mučenice, včasih znane kot svete device, so zbrane na travniku, simbolu plodnosti. Osebe se prepoznajo po svojih atributih: spredaj sveta Neža nosi jagnje, sveta Barbara stolp, Katarina Aleksandrijska je fino oblečena, sveta Doroteja Cezarejska nosi cvetje; zadaj sveta Uršula nosi puščico. Ženske nosijo cvetoče krone. Moški na levi so spovedniki, papeži, kardinali, opati in menihi, oblečeni so v modro. 

##### Pravični sodniki in Kristusovi vitezi
Krilne table na levi strani Čaščenja mističnega jagnjeta prikazujejo skupine približujočih se vitezov in sodnikov. Njihov biblijski vir je mogoče prepoznati iz napisov na okvirjih. Na levi strani piše CHRISTI MILITES ('Kristusovi bojevniki'), znotraj na levi tabli piše IUSTI IUDICES (pravični (ali samo) sodniki). Prisotnost sodnikov, od katerih nihče ni bil kanoniziran svetnik, je pomanjkljivost, ki jo umetnostni zgodovinarji že dolgo želijo razložiti. Najverjetnejša razlaga je, da se nanaša na položaj Jodocusa Vijda kot mestnega aldermana. 
Pravični sodniki, tretji in četrti sodnik na konju sta morda portreta Jana in Huberta. Dokazi temeljijo na podobnosti ene od oseb na Janovi sliki Portret moža (Narodna galerija, London) iz leta 1433, za katerega na splošno velja, da je avtoportret. Druga najbližja oseba naj bi bil Hubert, tako sklepajo zaradi podobnosti z Janovim obrazom. Čeprav se sodnik na tabli zdi mlajši od modela na londonski sliki, nosi podobno pokrivalo s kornetom. Sodniki so postali podlaga za številne kasnejše portrete bratov, med njimi tudi portret, ki ga je naredil Dominik Lampson. 

## Zunanja ali delavniška stran (zaprt oltar)
Oltarni nastavek meri 375 × 260 cm, ko so lopute zaprte. Zgornje table imajo lunete, ki prikazujejo preroke in sibile, ki gledajo na Oznanjenje; v spodnji vrsti so prikazani donatorji na levi in desni strani tabel, ki jih spremljajo svetniki. Zunanje table se kažejo sorazmerno redko v primerjavi s pogostostjo čudovitih in številčnih notranjih prizorov. Njihova prizorišča so zemeljska, gledajo dol in so sorazmerno preprosti. Kljub temu je presenetljiva uporaba iluzionizma, ki prav tako označuje notranje table. To še posebej velja za umetne kamnite kipe svetnikov v tehniki grizaj (grisaille). Razsvetljava se uporablja za ustvarjanje vtisov globine; van Eyck obravnava padanje svetlobe in sevanje senc, da bi se gledalec počutil, kot da bi na prostor vplivala ali ga osvetljevala svetloba iz kapele, v kateri stoji.
Figure v lunetah se nanašajo na prerokbe prihoda Kristusa. Najbolj oddaljena leva kaže preroka Zaharijo in najbolj desna Miheja. V dveh veliko višjih notranjih polknih sta prikazani Eritrejska sibila (na levi) in Kumajska sibila na desni. Na vsaki tabli je besedilo na plavajočem traku ali banderoli, medtem ko so slike vklesane na spodnji rob vsake table. Besedilo Zaharije, vzeto iz Zaharije 9,9, se glasi: EXAULT SATIS FILIA SYON JUBILA ECCE REX TUUS VENTI ('Veselite se, hči Ziona ... glej, tvoj kralj prihaja'), medtem ko so besede Eritrejske sibile NIL MORTALE SONAS AFFLATA ES NUMINE CELSO ('Ne zveniš kot smrtnica in navdihujejo te višje sile'). Na desni so besede Kumajske sibile REX ALTISSIMUS ADVENIET PER SECULA FUTURUS SCILICET V CARNE ('Najvišji kralj bo prišel in bo na veke utelešen').
Zaharija in Mihej gledata navzdol na izpolnjevanje svojih prerokb, ki jih vsebujejo trakovi, ki plavajo za njimi. Eritrejska sibila je prikazana, kako opazuje, medtem ko Kumajska sibila, oblečena v zeleno obleko z debelimi krznenimi rokavi, gleda navzdol k Mariji, roko ljubeče drži čez svoj trebuh. Mihajeva luneta je zgodnji primer iluzionističnega motiva, ko se občutek meje med sliko, okvirjem in gledalčevim prostorom zamegljuje. V tem primeru prerok zavestno položi roko navzven na spodnji rob okvirja.
Oktobra 1428 je bil Jan med burgundskimi odposlanci, poslanimi, da bi zaščitili Izabelo, najstarejšo hčerko Janeza I. (1385–1433). Po nevihti so jih prisilili, da so preživeli štiri tedne v Angliji, v Lizbono so prispeli decembra. Januarja so se srečali s kraljem v gradu Avizu, van Eyck pa je naslikal portret infantinje, verjetno v dveh različicah, ki sta ju spremljali dve ločeni skupini, ki sta zapustili morje in na kopnem 12. februarja poročali o pogojih vojvodi. Portreti niso ohranjeni, sta pa ohranjeni risbi (Nemčija, zasebna zbirka), kar kaže, da je Jan uporabil portugalsko obleko princese za Eritrejsko sibilo na Gentskem oltarju. 
Sredi 20. stoletja je umetnostni zgodovinar Volker Herzner opazil podobnost med obrazoma Kumajske sibile in Filipove žene Izabele, še posebej, ker je prikazana na izgubljenem portretu van Eycka 1428–29. Herzner je domneval, da ima besedilo na banderoli na tabli dvojni pomen, ki se nanaša ne le na prihod Kristusa, ampak tudi na rojstvo prvega Filipovega sina leta 1432 in dediča, ki je preživel otroštvo. Drugi zavračajo to idejo glede na visoko stopnjo umrljivosti dojenčkov v tistem času in nesreči, ki ti je namenjena, če govoriš o sinu pred njegovim rojstvom.

### Oznanjenje
Pod lunetami so štiri table zgornje vrste. Zunanji srednje ravni prikazujeta Marijino oznanjenje z nadangelom Gabrielom na levi in Marijo na desni. Oblečena sta v belo obleko in zasedata nasprotni konec iste sobe. Gabriel in Marijina tabla sta ločeni z dvema precej ožjima slikama, ki prikazujeta nenaseljene domače notranje prostore. Zadnja stena na levi sliki ima okno, ki odpira pogled na ulico in mestni trg, medtem ko ima slika na desni strani nišo. Nekateri umetnostni zgodovinarji so poskušali povezati ulico z dejansko lokacijo v Gentu, vendar je splošno sprejeto, da ni narejena na nobenem določenem kraju. Redkost teh ozkih tabel se zdi neobičajna za oltarno sliko; številni umetnostni zgodovinarji so menili, da sta bili kompromis Jana, ko se je trudil, da bi prilagodil zasnovo v prvotnem okviru, ki ga je določil Hubert. 
Marija in Gabriel sta nesorazmerno velika glede na sobo, v kateri sta. Umetnostni zgodovinarji se strinjajo, da je to posledica gotske in pozne bizantinske tradicije ikon, ki so kazale svetnike, zlasti Marijo, veliko večje kot njihovo okolico. V tem primeru je njihova velikost najverjetneje pripomoček za prenos ideje, da so to nebeški prizori, pomembnejši od donatorjev, ki so v spodnji vrsti. Van Eyck je to dramatično uporabil na svoji sliki Madona v cerkvi (1438–40), ki je verjetno tabla z razstavljenega diptiha. 
Gabriel ima rdeče lase in večbarvna krila. Njegova desna roka je dvignjena, v levi ima lilije, ki jih tradicionalno najdemo na slikah kot simbol Marijine nedolžnosti. Njegove besede Mariji so napisane v latinščini: AVE GRACIA PLENA D (OMI) N (U) S TECU (M) ('Pozdravljeni, polni milosti,  Gospod je z vami'). Vodoravni napis sega na polovico sosednje slike. Kot v van Eyckovem washingtonskem Oznanjenju, okoli 1434–6, so besede Marijinega odgovora napisane v obratni smeri in obrnjene navzdol; kakor da bi Bog bral iz nebes ali da bi lahko bral sveti Duh, ki ga predstavlja golob, ko je bil neposredno nad njo. Ona odgovarja na ECCE ANCILLAM D (OMI) NI ('Glej Gospodovega služabnika'). 
Umetnostni zgodovinar Penny Jolly meni, da je od srede do poznih 1420-ih Jan potoval v Italijo po ukazu burgundskega vojvode, kjer je v Firencah verjetno videl ikonično oznanjenje iz 14. stoletja in morda obiskal več sodobnih tovrstnih prizorov. Florentinska oznanjenja imajo številne ikonografske podobnosti s tablami v Gentu, vključno z večbarvnimi krili Gabriela, s pisanjem nad glavo, obdelavo svetlobnih žarkov in ločitvijo med angelom in devico s tanko arhitekturno značilnostjo. Nekatere od teh elementov, še posebej prostorsko ločevanje med figurami, je mogoče najti v Oznanjenju Bartolinija Salimbenija v mestu Santa Trinita Lorenca Monaca, končanem pred njegovo smrtjo leta 1424 in tistega, ki ga je videl Jan. V Monakovem sta angel in Marija ločena z dvema majhnima prostoroma, enim zunanjim in notranjim, podobnima mestnim in notranjim tablam v Gentu. 
Slog opremljanja prostora in sodobnost mesta, vidnega skozi obokano okno, postavlja table v sodobno postavitev 15. stoletja. Notranjost je bila navedena kot ena od prvih predstavitev srednjeveške »meščanske domače kulture«. Borchert vidi to znano postavitev kot pripomoček, ki gledalcem iz 15. stoletja omogoča, da se povežejo s tablo in tako utrjujejo trditev, da sta oba svetnika prisotna v istem prostoru in času kot darovalec ali opazovalec. Toda številne značilnosti v notranjosti kažejo, da to ni posvetni domači prostor, saj so preveč očitne hladne in stroge površine, kupolasta okna in kamniti stebri.
Najočitnejše je, da so štiri table povezane s talnimi ploščicami in točko izginotja. Sence, ki padajo na table v spodnjem desnem kotu vsake, lahko odda le z oblikovanjem na okvirjih, to je območju zunaj slikovnega prostora. 

### Svetnika in donatorja
Osebe na štirih tablah spodnje vrste so v enotnih nišah. Na zunanjih sta prikazana donatorja Joost Vijdt in njegova žena Lysbette Borluut. Na notranjih sta Janez Krstnik in Janez Evangelist v tehniki grizaj. Ta tehnika se uporablja za predstavitev iluzije kiparstva in pomeni, da gre za kultne predstavitve obeh svetnikov, pred katerima donatorja klečita in gledata v daljavo z rokami, sklenjenimi v spoštovanju. Kot pri večini drugih tabel na notranjem in zunanjem pogledu so osvetljeni z desne. Sence, ki jih mečejo osebe, določajo globino in prinašajo realizem obema kipoma in barvanim nišam. 
Svetnika stojita na kamnitih podnožjih, na katerih sta napisani njuni imeni. Janez Krstnik, sin duhovnika Zaharije (ne sme se zamenjati z istim imenom preroka, prikazanim na zgornji ravni), ima v levi roki jagnje in se obrača proti Joostu Vijdtu. Njegova desna roka je dvignjena in njegov prst razširjen ter usmerjen proti jagnjetu, kretnja, ki pomeni, da recitira Agnus Dei. Janez Evangelist drži kelih, sklicevanje na zgodnjo srednjeveško tradicijo, s katero je imel sposobnost zdraviti; lahko pije strup iz skodelice brez slabih učinkov.
Donatorja sta naslikana v naravni velikosti in sta veliko večja kot svetnika; to je najbolj opazno pri sorazmerni velikosti glav in rok. Njuna svetla in toplo obarvana oblačila se močno razlikujejo od sive svetnikov. Jan Eyck je Vijdtsa naslikal zelo realistično; njegova študija o bolehnem paru v starosti je neomajna in daleč od laskanja. Podrobnosti, ki razkrivajo njuno staranje, so Joostove zalite oči, nagubane roke, bradavice, plešasta glava in škrlatna sivina. Kožne gube obeh so podrobno narisane, kakor tudi njune štrleče žile in nohti. Verjetno sta bili dokončani med zadnjimi ploščami, leta 1431 ali v prvih mesecih 1432. [69]

## Naročilo
Jodocus (znan kot Joos) Vijd je bil bogat trgovec in iz družine, ki je bila v Gentu vplivna že več generacij. Njegov oče Vijd Nikolaas (umrl 1412) je bil blizu Ludvika II. Flandrijskega. Jodocus je bil eden najstarejših in politično močnih državljanov v Gentu. Imenovan je bil seigneur  Pamele in Ledeberga, v težkem in upornem političnem ozračju pa je postal eden največjih zaupnikov burgundskega vojvode Filipa Dobrega. Okoli leta 1398 se je Jodocus poročil z Lysbette Borluut, tudi iz ugledne mestne družine. Par je umrl brez otrok, dotacija cerkvi in naročanje takega izjemno veličastnega dela pa sta bila namenjena številnim razlogom, predvsem pa zavarovati zapuščino. Toda po besedah Borcherta je tudi »zavarovati svoj položaj v prihodnosti« pomemben za tako ambicioznega politika, pokazati svoj ugled v družbi, ki razkriva, verjame Borchert, željo, da bi »pokazal in ... presegel vse preostale donacije svetemu Janezu, če ne vsake cerkve in vsakega samostana v Gentu«.
V zgodnjem 15. stoletju je Gent napredoval, številni lokalni svetniki pa so želeli vzpostaviti občutek neodvisnosti od burgundske vladavine. Filip je bil v finančnih težavah in je mesto prosil za prihodke, veliko občinskih mestnih svetnikov se je to zdelo nerazumno in si tega finančno ali politično ne bi mogli privoščiti. Položaj je postal napet in ker so bili v svetu razdvojeni zaradi bremena, je to povzročilo nezaupanje, ki je pomenilo, da je bilo članstvo v svetu nevarno in negotovo. Leta 1432 so bili umorjeni številni svetniki, navidezno zaradi svoje zvestobe Filipu. Napetosti so prerasle v upor, ki je izbruhnil leta 1433 in se je končal z obglavljenjem svetnikov, ki so vodili upor.
Vijd je ostal zvest Filipu. Njegov položaj upravnika v cerkvi svetega Janeza Krstnika (zdaj stolnica svetega Bava) to dokazuje. Burgundci so bili naklonjeni cerkvi zaradi uradnih svečanosti v Gentu. Na dan posvetitve oltarne slike 6. maja 1432 so v njej krstili Filipovega in Izabelinega sina.
Kot upravnik (kerkmeester) svetega Janeza Vijd med letoma 1410 in 1420 ni financiral samo gradnje glavnega oboka kapele, temveč je podaril tudi nov kor, ki so ga imenovali po njem, v njej so bile redno maše v njegov in njegovih prednikov spomin. Hubertu van Eyku je naročil, naj za to novo kapelo ustvari velik in zapleten krilni oltar z več gibljivimi stranskimi deli. Na izvirnem, zdaj izgubljenem okvirju je bil napisan kot donator. Kapela je bila posvečena svetemu Janezu Krstniku, katerega tradicionalni atribut je Božje jagnje, simbol Kristusa.

## Stanje
Za prvo pomembno obnovo sta leta 1550 poskrbela slikarja Lancelot Blondeel in Jan van Scorel po prejšnjem in slabo izvedenem čiščenju Jana van Scorela, kar je povzročilo poškodbe na predeli. Leta 1550 je bilo delo opravljeno s skrbjo in spoštovanjem; sodobni zapisi pišejo, »kako z ljubeznijo so poljubljali to spretno delo v umetnosti v mnogih krajih«. Predela je bila uničena v požaru v 16. stoletju. S trakom majhnih kvadratnih tabel in  v barvah na vodni osnovi je pokazan pekel ali predpekel s Kristusom, ki je prišel, da bi jih rešil. Med protestantsko reformacijo je bil kos odnesen iz kapele, da bi preprečili poškodbe v obdobju ikonoklazma (Beeldenstorm), najprej na podstrešje in kasneje v mestno hišo, kjer je ostal dve desetletji. Leta 1662 je bil gentski slikar Antoon van den Heuvel pooblaščen za njegovo čiščenje.
Program obnove Muzeja likovnih umetnosti v Gentu se je začel oktobra 2012 in naj bi predvidoma trajal pet let. Za restavriranje je poskrbel Kraljevi inštitut za kulturno dediščino (KIK-IRPA), koordinator projekta na kraju samem pa je bil Bart J. C. Devolder.  Table, ki jih obnavljajo, so v muzeju, druge pa so na ogled v stolnici. V muzeju lahko  vidimo, kako to počnejo, v ozadju za steklenim zaslonom. Zadnja večja obnova je bila opravljena v letih 1950–51 po poškodbah v avstrijskih rudnikih med drugo svetovno vojno. Takrat so bile na tablah uporabljene nove tehnike, kot je rentgensko slikanje.